# Општина Миклавж на Дравскем Пољу
Општина Миклавж на Дравскем Пољу (словен. Miklavž na Dravskem polju) је једна од општина Подравске регије у држави Словенији. Седиште општине је истоимени градић Миклавж на Дравскем Пољу.

## Природне одлике
Рељеф: Општина Миклавж на Дравскем Пољу налази се у источном делу Словеније, у словеначком делу Штајерске. Општине се налази у долини Драве, непосредно јужно од Марибора.
Општина се простире на северним падинама Похорја.
Клима: У општини влада умерено континентална клима.
Воде: Једини значајан водоток на подручју општине је река Драва, која чини источну границу општине. Остали водотоци су мали и њене су притоке.

## Становништво
Општина Миклавж на Дравскем Пољу је веома густо насељена.

## Насеља општине
| - Добровце - Дравски Двор - Миклавж на Дравскем Пољу - Скоке |

## Додатно погледати
- Миклавж на Дравскем Пољу